# Coppa Acerbo 1938
La Coppa Acerbo 1938 è stata una corsa automobilistica di velocità in circuito.

## Qualifiche
Risultati delle qualifiche.
| Pos | Nr | Pilota                  | Scuderia                  | Vettura            | Tempo    |
| --- | -- | ----------------------- | ------------------------- | ------------------ | -------- |
| 1   | 40 | Tazio Nuvolari          | Auto Union AG             | Auto Union Type D  | 11'15"08 |
| 2   | 46 | Manfred von Brauchitsch | Daimler-Benz AG           | Mercedes-Benz W154 | 11'17"0  |
| 3   | 32 | Hermann Lang            | Daimler-Benz AG           | Mercedes-Benz W154 | 11'20"6  |
| 4   | 26 | Rudolf Caracciola       | Daimler-Benz AG           | Mercedes-Benz W154 | 11'24"8  |
| 5   | 30 | Hermann Paul Müller     | Auto Union AG             |                    |          |
| 6   | 28 | Nino Farina             | Alfa Corse                | Alfa Romeo 312     | 11'42"0  |
| 7   | 44 | Rudolf Hasse            | Auto Union AG             | Auto Union Type D  |          |
| 8   | 34 | Vittorio Belmondo       | Alfa Corse                | Alfa Romeo 308     |          |
| 9   | 48 | Gianfranco Comotti      | Ecurie Bleue              | Delahaye 145       | 12'29"0  |
| 10  | 38 | Clemente Biondetti      | Alfa Corse                | Alfa Romeo 312     | 11'45"0  |
| 11  | 36 | René Dreyfus            | Ecurie Bleue              | Delahaye 145       |          |
| 12  | 42 | Carlo Felice Trossi     | Officine Alfieri Maserati | Maserati 8CTF      |          |

## Gara

### Risultati
Risultati finali della gara.
| Pos | Nr | Pilota                               | Scuderia                  | Vettura            | Giri | Tempo/Ritiro |
| --- | -- | ------------------------------------ | ------------------------- | ------------------ | ---- | ------------ |
| 1   | 26 | Rudolf Caracciola                    | Daimler-Benz AG           | Mercedes-Benz W154 | 16   | 3h03'45"65   |
| 2   | 28 | Nino Farina                          | Alfa Corse                | Alfa Romeo 312     | 16   | 3h07'11"64   |
| 3   | 34 | Vittorio Belmondo                    |                           | Alfa Romeo         | 16   | 3h12'20"63   |
| 4   | 48 | Gianfranco Comotti                   | Ecurie Bleue              | Delahaye 145       | 15   | 3h12'35"00   |
| Rit | 44 | Rudolf Hasse                         | Auto Union AG             | Auto Union Type D  | 11   |              |
| Rit | 42 | Carlo Felice Trossi / Gigi Villoresi | Officine Alfieri Maserati | Maserati 8CTF      | 10   | Motore       |
| Rit | 30 | Hermann Paul Müller                  | Auto Union AG             | 8                  |      |              |
| Rit | 36 | René Dreyfus                         | Ecurie Bleue              | Delahaye 145       | 6    |              |
| Rit | 32 | Hermann Lang                         | Daimler-Benz AG           | Mercedes-Benz W154 | 4    |              |
| Rit | 38 | Clemente Biondetti                   | Alfa Corse                | Alfa Romeo 312     | 1    | Motore       |
| Rit | 46 | Manfred von Brauchitsch              | Daimler-Benz AG           | Mercedes-Benz W154 | 1    | Motore       |
| Rit | 40 | Tazio Nuvolari                       | Auto Union AG             | Auto Union Type D  | 1    | Trasmissione |

Note
Giro veloce:  Gigi Villoresi (10'57"03).

## Altre gare

### Coppa Acerbo vetturette
La Coppa Acerbo per vetturette 1938 è stata una corsa automobilistica di velocità in circuito per voiturette con cilindrata massima di 1500 cm³, disputata il 14 agosto 1938, stesso giorno della Coppa Acerbo di Formula Grand Prix sul medesimo Circuito di Pescara da ripetere solo sei volte; partirono 11 piloti di cui 7 conclusero la corsa. Risultati parziali della gara.
| Pos | Nr | Pilota           | Scuderia                  | Vettura            | Giri | Tempo/Ritiro |
| --- | -- | ---------------- | ------------------------- | ------------------ | ---- | ------------ |
| 1   | 16 | Gigi Villoresi   | Officine Alfieri Maserati | Maserati 6CM       | 6    | 1h10'49"57   |
| 2   | 24 | Paul Pietsch     | Privato                   | Maserati 4CM       | 6    | 1h13'29"84   |
| 3   | 22 | Guido Barbieri   | Privato                   | Maserati 4CM       | 6    | 1h16'46"13   |
| 4   | 8  | Francesco Severi | Alfa Corse                | Alfa Romeo 158     | 6    | 1h18'12"25   |
| 5   | 18 | Eugenio Minetti  | Scuderia Ambrosiana       | Maserati 4CM       | 6    | 1h19'57"08   |
| 6   | 12 | Luigi Platé      | Privato                   | Talbot Darracq 700 | 6    | 1h27'44"23   |
| 7   | 6  | Pino Baruffi     | Gruppo Volta              | Maserati 6CM       | 6    | 1h28'59"27   |
| Rit | 4  | Arialdo Ruggeri  | Privato                   | Maserati 6CM       | 3    |              |
| Rit | 20 | Aldo Marazza     | Officine Alfieri Maserati | Maserati 6CM       | 3    |              |
| Rit | 14 | Ettore Bianco    | Scuderia Subaura          | Maserati 4CM       | 2    |              |
| Rit | 10 | Emilio Villoresi | Alfa Corse                | Alfa Romeo 158     |      |              |

Note
Giro veloce:   Gigi Villoresi (11'32"20).

### Targa Abruzzi
La Targa Abruzzi 1938 è stata una corsa automobilistica di velocità in circuito per vetture di categoria Sport della durata di sei ore, disputata il 15 agosto 1938, il giorno prima della Coppa Acerbo e sul medesimo Circuito di Pescara; 25 equipaggi conclusero la corsa. Risultati parziali della gara.
| Pos | Nr | Pilota                         | Scuderia | Vettura    | Distanza | Tempo/Ritiro |
| --- | -- | ------------------------------ | -------- | ---------- | -------- | ------------ |
| 1   |    | Franco Cortese / Pietro Ghersi |          | Alfa Romeo | 669.093  |              |
| 2   |    | Renzo Cantoni / Luciano Agosti |          | Lancia     | 647,840  |              |
| 3   |    | Franco Bertani / Dino Taddei   |          | Fiat 1100  | 630,518  |              |

Note
Giro veloce:   Franco Cortese /  Pietro Ghersi (13'25"4).